# Heidi Allen
Heidi Allen, (née Bancroft  le 18 janvier 1975) à Notton dans le Yorkshire de l'Ouest, est une femme politique britannique.
Membre du Parti conservateur, elle est députée pour la circonscription de South Cambridgeshire de 2015 à 2019.
Le 20 février 2019, elle quitte les conservateurs pour joindre The Independent Group. En octobre 2019, elle rejoint les libéraux démocrates.

## Début de la vie et de la carrière
Allen est née en 1975 à Notton, un petit village rural près de Wakefield, dans le West Yorkshire. Sa mère est allemande; son père travaillait pour la division couleur de l'ICI.
Elle a fréquenté la Wakefield Girls' High School, avant d'obtenir une licence en astrophysique à l'University College London (1993-1996).
En 2008, elle a rejoint l'entreprise familiale de peintures pour motos classiques, RS Bike Paints Limited, créée par ses parents en 1978 et aujourd'hui dirigée par son mari Phil Allen.
Mme Allen a déclaré qu'elle avait été inspirée par les scènes d'émeutes de Tottenham pour se lancer dans la politique; elle est devenue conseillère municipale à St Albans. Elle est d'abord devenue conseillère municipale à St Albans, où elle a siégé pendant 18 mois avant de se porter candidate à la députation.

## Carrière parlementaire
En février 2014, Allen s'est présentée à un processus de sélection ouvert pour la candidature du Parti conservateur dans la circonscription parlementaire du South East Cambridgeshire. Elle a été battue par Lucy Frazer, mais une controverse a d'abord éclaté au sujet d'une possible erreur de comptage des voix lors de la sélection de Frazer. Frazer a été réaffirmée comme candidate en janvier 2014, et en octobre 2014 Allen a été sélectionnée comme candidate parlementaire potentielle (PPC) pour le South Cambridgeshire.